# Manolis Papamakarios
Emmanouil "Manolis" Papamakarios, en griego Εμμανουήλ "Μανόλης" Παπαμακάριος, (nacido el 26 de agosto de 1980 en Atenas) es un exjugador de baloncesto griego. Con 1,92 metros de estatura, jugaba en la posición de base o escolta.

## Trayectoria deportiva

### Profesional
Comenzó su carrera profesional en el Peristeri, donde jugó 6 temporadas, la mejor de ellas la 2002-03, en la que promedió 13,7 puntos y 3,0 rebotes por partido. en 2004 ficha por el Makedonikos, con el que llega a disputar la final de la Copa ULEB, en la que caen ante el Lietuvos Rytas lituano por 78-74, consiguiendo 12 puntos en ese partido.
En 2005 ficha por el Olympiacos, proclamándose subcampeón de la liga griega en las tres temporadas que allí disputa. En 2008 ficha por el Panellinios BC, donde permanece 3 temporadas, saliendo a jugar fuera de su país por primera vez en 2011, al fichar por el Lagun Aro GBC de la liga ACB.

### Internacional
Ha sido internacional con la Selección de baloncesto de Grecia en categorías inferiores, consiguiendo la medalla de bronce en el europeo júnior de 1998.